# هودور
هودور (سومالیایی: Xuddur) یک شهر در جنوب غربی بخش باکول سومالی است. این شهر در بخش هودور واقع شده و مرکز آن است. هودور ۸۵٬۵۰۰ نفر جمعیت دارد.